# 黄金の日々〜ずっと昔はこんな街〜
『黄金の日々〜ずっと昔はこんな街〜』（こがねのひび ずっとむかしはこんなまち）は、マスター木村の楽曲『黄金の日々〜ずっと昔はこんな街〜』のミュージックビデオ。

## 概要
小金井市魅力発信ムービーとして公開。同市の昭和30年代から40年代にかけての写真がちりばめられ、現在の風景と対比するミュージックビデオ。